# Хосе Кінтанілья
Хосе Кінтанілья (ісп. José Quintanilla, 29 жовтня 1947, Сонсонате — 1977) — сальвадорський футболіст, що грав на позиції півзахисника.

## Клубна кар'єра
У дорослому футболі дебютував 1965 року виступами за команду «Альянса» із Сан-Сальвадора, з якою виграв  два титули чемпіона Сальвадору в 1965 і 1966 роках. Згодом грав за «Атлетіко Марте», з яким теж став переможцем чемпіонату у 1970 році.
1976 року перейшов до клубу «Онсе Мунісіпаль», за який і виступав до своєї смерті у 1977 році у автокатастрофі.

## Виступи за збірну
Кінтанілья представляв Сальвадор на Олімпійських іграх 1968 року, де зіграв у всіх трьох матчах — проти Ізраїлю, Угорщини та Гани.
У складі національної збірної Сальвадору був учасником чемпіонату світу 1970 року у Мексиці, на якому зіграв у двох матчах — проти Мексики та Бельгії.
Загалом протягом кар'єри у національній команді, яка тривала 3 роки, провів у її формі 22 матчі, забивши 1 гол.

## Титули і досягнення
- Чемпіон Сальвадору (3):

«Альянса»: 1965/66, 1966/67
«Атлетіко Марте»: 	1970
- Володар Кубка чемпіонів КОНКАКАФ (1):

«Альянса»: 1967